# Conrad Meit
 (septembre 2013).
Conrad Meit est un sculpteur gothique tardif du début de la Renaissance. Originaire de Worms, il a d'abord été attaché, en tant que tailleur d'images, à la maison de Marguerite d'Autriche (avant 1514). Il a ensuite vécu et travaillé aux Pays-Bas jusqu'à sa mort.

## Église Saint-Nicolas-de-Tolentin de Brou
L'exécution des cinq gisants de l'église fut confiée, par Marguerite d'Autriche, à Conrad Meit.
Le monument majestueux le tombeau de Philibert le Beau (1480-1504) occupe le milieu du chœur. Il comporte deux étages et deux gisants superposés. La partie supérieure, en marbre blanc de Carrare, représente le duc en costume d'apparat, entouré d'anges de style italien («putti»). Soutenant cette partie, dix adorables et gracieuses petites statues féminines - les «Sibylles» - laissent entrevoir le gisant.
Au nord, sous un dais sculpté à l'image des lits de funérailles, le tombeau de Marguerite d'Autriche (1480-1530), épouse de Philibert, comprend également deux gisants. Sur le supérieur la défunte apparaît la tête ceinte de la couronne ducale et revêtue d'un manteau d'apparat. À ses pieds se trouve également une levrette. Ce gisant supérieur la représente à son âge réel au moment du décès, cinquante ans, tandis que celui du dessous la montre en robe simple sous un aspect idéal au moment de la Résurrection. La différence entre les gisants est ici beaucoup plus frappante que ce n'est le cas pour Philibert, mort jeune. À la tête du gisant supérieur, deux angelots tiennent les armoiries de Marguerite. Sur la partie supérieure du dais courent ses devises : «Fortune-Infortune-Fort-Une» et «F.E.R.T.».
Au sud, le tombeau de Marguerite de Bourbon (1438-1483), mère de Philibert, témoigne par sa décoration de l'exubérance du gothique tardif. Il ne comporte qu'un seul gisant placé dans un enfeu et reposant sur une dalle de marbre noir. La princesse est vêtue d'un manteau d'hermine et ses pieds sont appuyés sur une levrette, symbole de fidélité. Derrière le gisant figurent des «putti» portant des écussons avec les initiales de Marguerite et de son époux. Le fond de l'enfeu est vide. Il s'y trouvait jadis des «putti» qui furent enlevés lors de la Révolution pour recevoir les tables de la loi révolutionnaire, mais ils furent brisés lors du transport. Sous le gisant, des pleurants, comme on en trouve dans les tombeaux des ducs de Bourgogne, alternent avec des «putti».

## Pieta de Besançon
Conrad Meit sculpta une Pieta, aujourd'hui à la Cathédrale Saint-Jean de Besançon, sur la demande de l'abbé Antoine de Montécut, aumônier de  Marguerite d'Autriche. Grâce à cet abbé, l'abbatiale Saint-Vincent de Besançon put la conserver dans une jolie chapelle du clocher, dédiée à Notre-Dame des Douleurs.

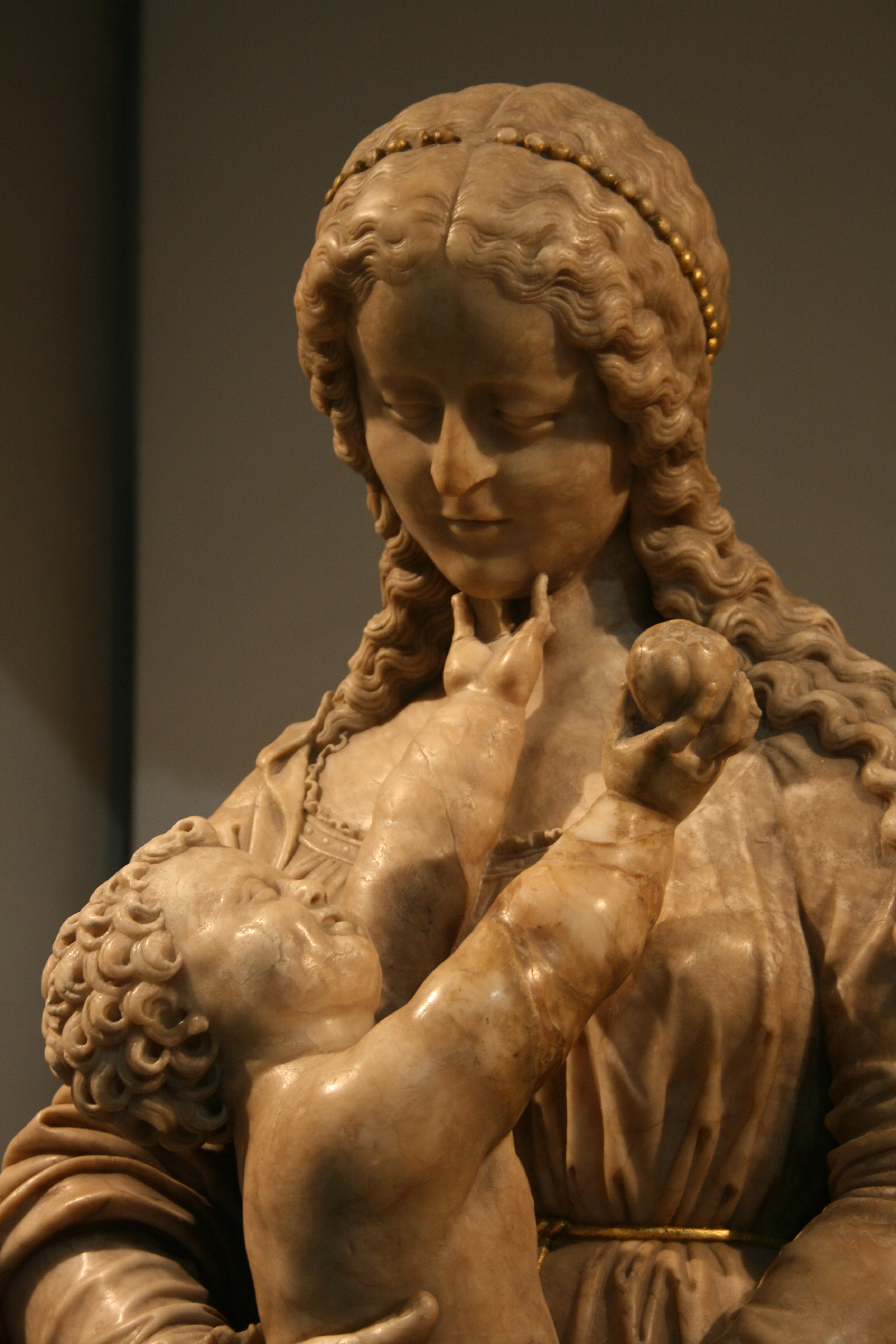
Vierge à l’enfant, Musée municipal de la tour abbatiale de Saint-Amand-les-Eaux.

## Lons le Saunier
Lorsque le 3 août 1530, Philibert de Chalon, décède, sa mère, Philiberte de Luxembourg décide de lui rendre hommage de la manière la plus grandiose possible. Après des funérailles princières organisées à Lons-le-Saunier le 25 octobre 1530, un tombeau est commandé aux meilleurs artistes du moment, Conrad Meit, de Worms, et Jean-Baptiste Mario, de Florence. Ces artistes viennent tout juste de terminer les tombeaux du monastère de Brou quand ils commencent à réaliser fidèlement la commande de Philiberte de Luxembourg pour l'église des Cordeliers de Lons-le-Saunier. Laissés inachevés vers 1534, les tombeaux, encore en partie visibles en 1637, ont depuis totalement disparu. 

## Cathédrale Saints-Michel-et-Gudule de Bruxelles
Vierge à l'Enfant

## Musée municipal de la tour abbatiale de Saint-Amand-les-Eaux
Vierge à l'enfant, vers 1530, Albâtre, provient de l'abbaye bénédictine de Saint-Amand-les-Eaux.

## Sources, notes et références
1. ↑  « Tailleur ou sculpteur de pierre, quelle est la différence ? », sur artspla36 (consulté le 19 février 2025)
2. ↑  (nl)
3. ↑  Catherine Chédeau, « L’œuvre de Conrat Meit en Franche-Comté : les tombeaux des Chalon dans l’église des Cordeliers de Lons-le-Saunier », dans Laurence Delobette et Paul Delsalle (dir.), La Franche-Comté et les anciens Pays-Bas, XIIIe-XVIIIe siècles : Tome 1 : aspects politiques, diplomatiques, religieux et artistiques, Besançon, Presses universitaires de Franche-Comté, 2010 (ISBN 978-2-84867-276-2, DOI 10.4000/books.pufc.24847 , lire en ligne), p. 429–448